# Vivian Shaw
Vivian Shaw – amerykańska autorka literatury fantastyczno-naukowej.

## Życiorys
Urodziła się w Kenii, a następnie przeprowadziła się do Wielkiej Brytanii. W wieku 7 lat wraz z rodziną przeniosła się do USA. W 2002 roku otrzymała doktorat z historii sztuki w St. Mary's College of Maryland. W 2010 oku zdobyła tytuł magistra sztuk pięknych na Uniwersytecie w Baltimore. Mieszka wraz z żoną, Arkady Martine, w Santa Fe. Poza pisaniem zajmuje się grafiką, a także pracuje jako niezależny redaktor.

## Twórczość

### SeriaGreta Helsing
1. Strange Practice (2017)
2. Dreadful Company (2018)
3. Grave Importance (2019)

### Opowiadania
- "The Utmost Bound" (2018)
- "Black Matter" (2019)